# Materiali auxetici

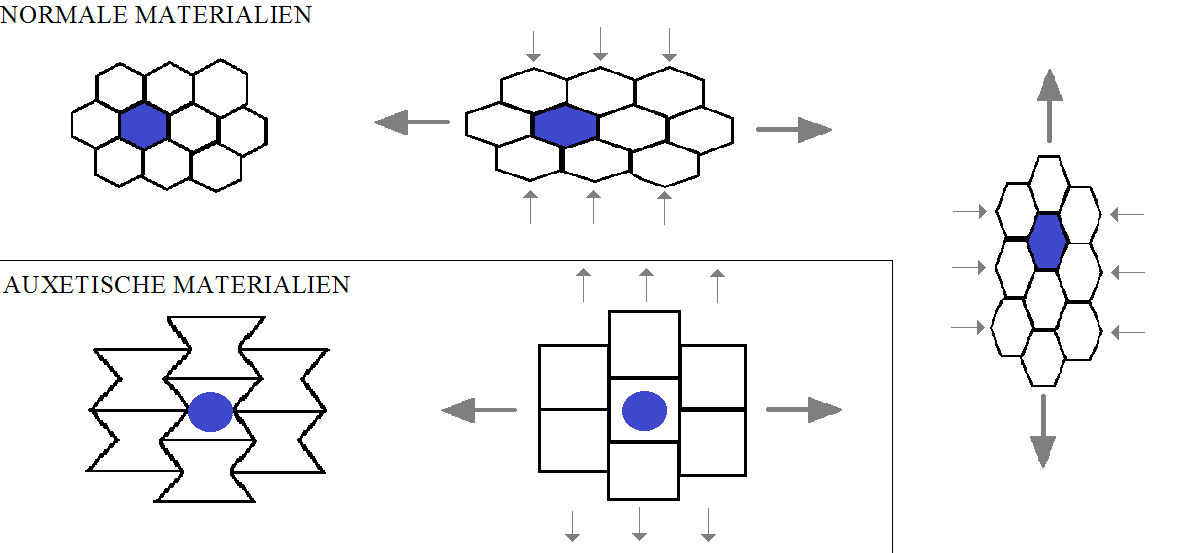
Quando le estremità della struttura auxetica (in basso a sinistra) vengono tirate, gli spigoli dell'esagono si raddrizzano aumentando l'area della struttura.

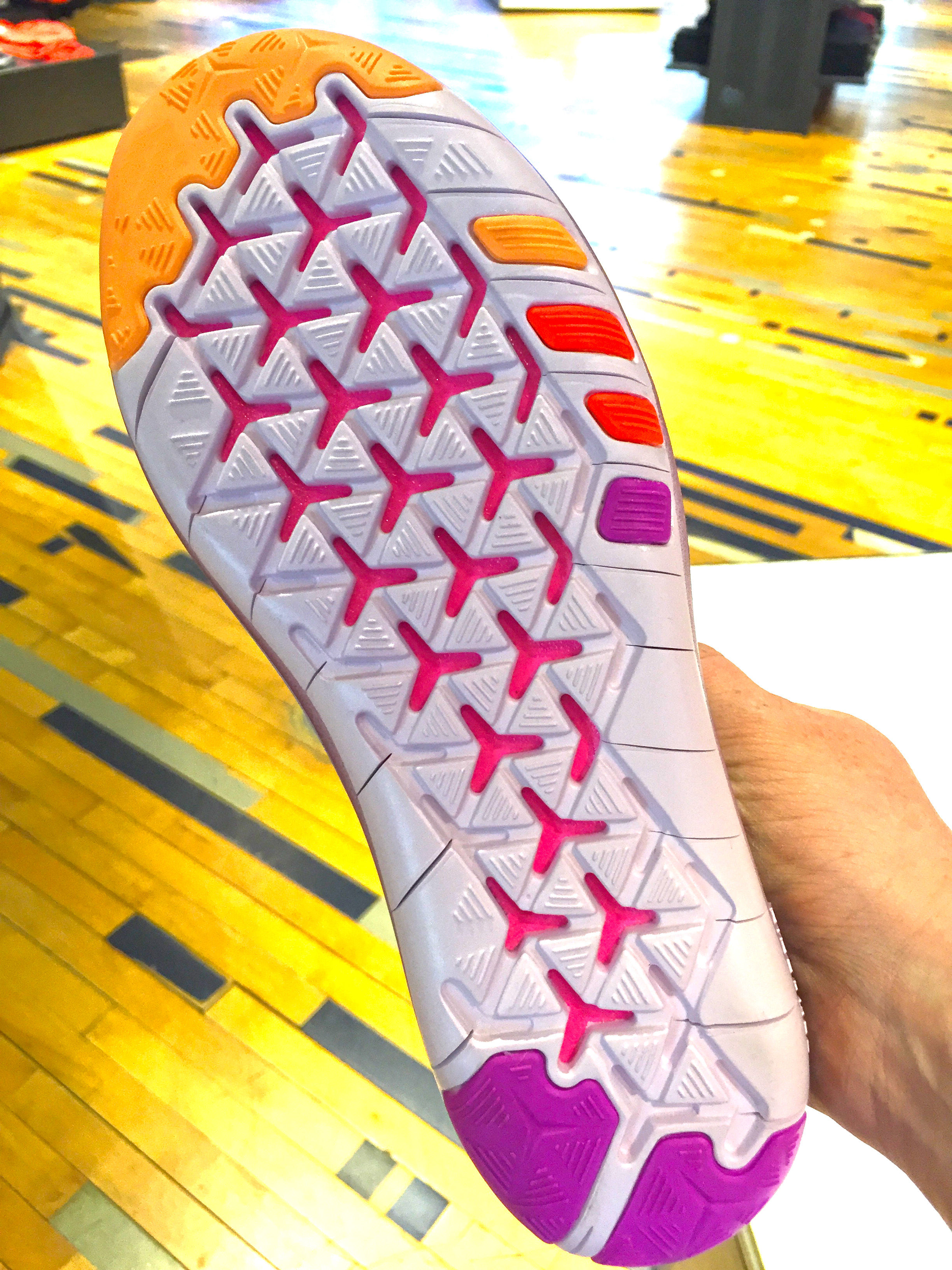
Materiale auxetico applicato alla suola di una scarpa da corsa. Durante la corsa o il passeggio, il materiale auxetico si espande, migliorando così la flessibilità della suola.

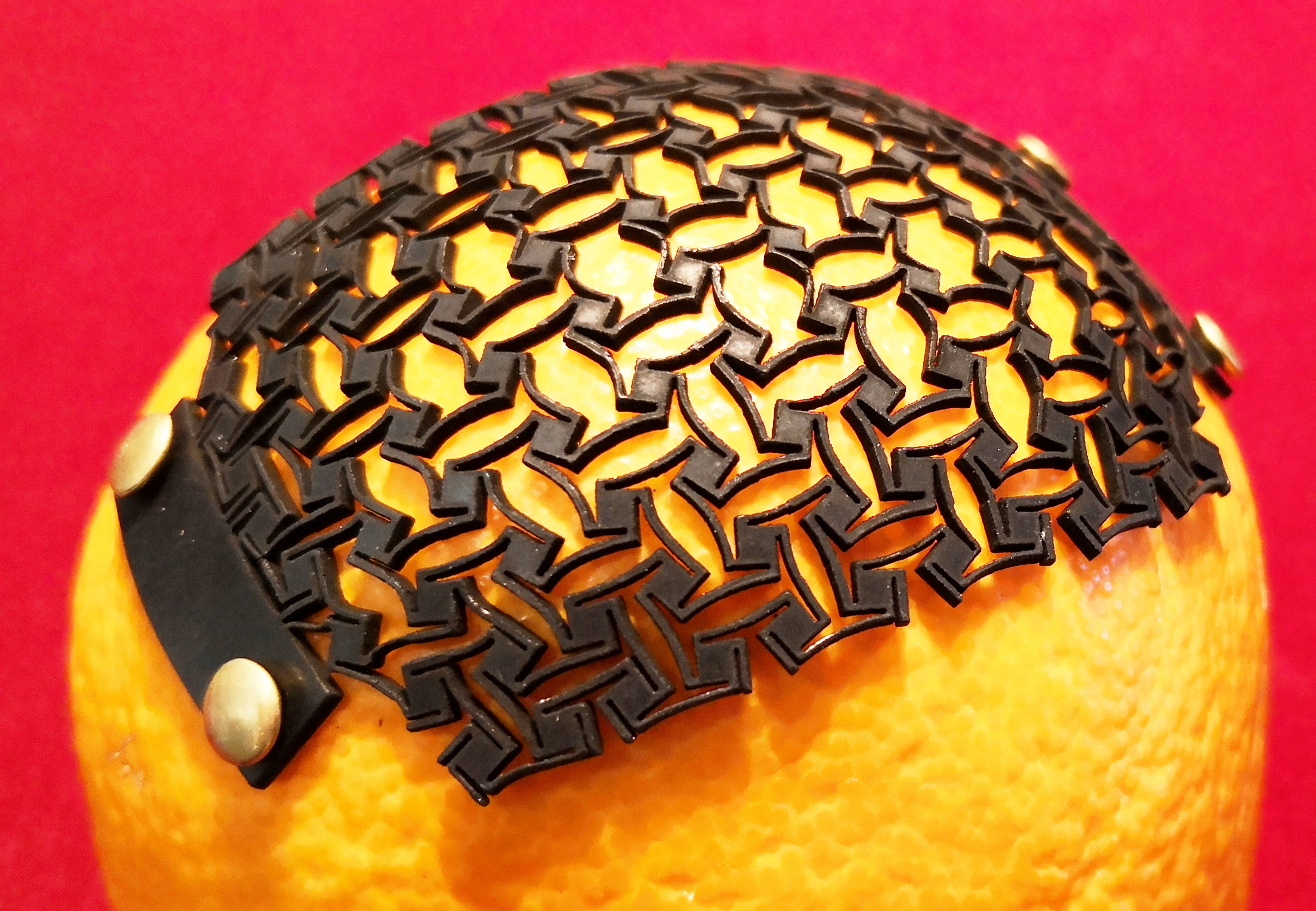
Foglio di plastica morbida tagliata al laser in modo da creare una struttura auxetica. Nel momento in cui il foglio è sottoposto a trazione si allarga, ben coprendo la superficie sferica.

I materiali auxetici sono materiali aventi coefficiente di Poisson negativo. Le fibre di questi materiali, se sottoposte ad uno sforzo di trazione si aprono "ad ombrello", dilatandosi in direzione trasversale a quella della trazione. Viceversa, se sottoposte a compressione "si chiudono", determinando un restringimento del campione.
Questa capacità è dovuta alla struttura microscopica o macroscopica del materiale, e determina proprietà meccaniche come l'alto assorbimento di energia e la resistenza alla frattura. I materiali auxetici possono essere utili in applicazioni come giubbotti antiproiettile, materiale da imballaggio, ginocchiere e protezioni per i gomiti, materiale antiurto, spugne e strofinacci.
Il termine auxetico deriva dalla parola greca αὐξητικός (auxetikos), che significa "che tende ad aumentare" (αὔξησις significa "aumento"): questa terminologia è stata coniata dal professor Ken Evans dell'Università di Exeter. 
Gli scienziati sono a conoscenza dei materiali auxetici da oltre 100 anni, ma solo di recente hanno dedicato loro particolare attenzione. Il primo articolo pubblicato su un materiale sintetico auxetico è apparso sulla rivista Science nel 1987, con il titolo "Strutture di schiuma con coefficiente di Poisson negativo". "Inverted Honeycomb" è stato pubblicato nel 1985 (immagine sopra)
. 
Tipicamente i materiali auxetici hanno una bassa densità, permettendo alle zone a cerniera delle microstrutture auxetiche di flettersi.
Esempi di materiali auxetici includono:
- alcune rocce e minerali[2]
- tessuto osseo vivo (al momento è solo un'ipotesi)[2]
- varianti specifiche di polimeri di politetrafluoroetilene come il Gore-Tex[6]
- tutti i tipi di carta: se la carta è allungata in una direzione nel piano si espanderà nella direzione dello spessore grazie alla sua struttura a rete[7].